# Previsión de la demanda
La previsión de la demanda constituye un procedimiento destinado a anticipar la cantidad de bienes y servicios que los consumidores requerirán en un periodo futuro. Más específicamente, los métodos de previsión de la demanda implican la aplicación de análisis predictivos para estimar con precisión la demanda de los clientes, considerando detenidamente las condiciones económicas clave. Esta herramienta adquiere relevancia crucial al buscar optimizar la rentabilidad empresarial mediante la implementación de una gestión eficiente de la cadena de suministro. Los métodos de previsión de la demanda se dividen en dos categorías principales, métodos cualitativos y cuantitativos. Los métodos cualitativos descansan en la experiencia de expertos y en la información recolectada directamente en el terreno. Este enfoque se emplea principalmente en situaciones en las cuales existen escasos datos disponibles para el análisis, como ocurre cuando una empresa o producto se ha introducido recientemente en el mercado. Los métodos cuantitativos, en cambio, se valen de datos disponibles y herramientas analíticas para realizar cálculos predictivos. La previsión de la demanda desempeña un papel fundamental en la asignación de recursos, la gestión de inventarios, la evaluación de los requisitos de capacidad a futuro, y en la toma de decisiones relacionadas con la entrada a nuevos mercados.

## Importancia de la previsión de la demanda para las empresas
La previsión de la demanda desempeña un papel crucial para las empresas de diversas industrias, especialmente en la mitigación de riesgos asociados a actividades empresariales específicas. No obstante, se reconoce que esta tarea representa un desafío significativo para las empresas debido a las complejidades inherentes al análisis, en particular, al análisis cuantitativo. No obstante, comprender las necesidades de los clientes es una parte indispensable de cualquier industria para que las actividades comerciales se implementen de manera eficiente y respondan más adecuadamente a las necesidades del mercado. Si las empresas son capaces de pronosticar la demanda de manera eficaz, se pueden obtener varios beneficios entre los que se incluyen: la reducción de residuos, la asignación optimizada de recursos y aumentos potencialmente grandes en las ventas y los ingresos.
Profundizando en lo anterior, algunas de las razones fundamentales por las que las empresas llevan a cabo previsiones de la demanda incluyen:
- Cumplir objetivos: las organizaciones más exitosas trazan trayectorias de crecimiento y planes a largo plazo para asegurar un rendimiento óptimo del negocio. Al anticipar la demanda futura del mercado, las empresas pueden adoptar un enfoque proactivo para garantizar el cumplimiento de sus objetivos en el entorno empresarial.
- Decisiones comerciales: al adquirir un conocimiento profundo de la demanda futura de sus clientes, la gerencia y los miembros clave de la junta directiva están habilitados para tomar decisiones comerciales estratégicas que fomenten una mayor rentabilidad y crecimiento. Estas decisiones suelen estar vinculadas a conceptos cruciales como la capacidad operativa, la orientación al mercado, la gestión de adquisición de materias primas y la comprensión de la orientación de los contratos con proveedores.
- Crecimiento: al tener una comprensión precisa de las previsiones futuras, las empresas pueden evaluar la necesidad de expansión dentro de un plazo que les permita hacerlo de forma rentable. [4]
- Gestión del capital humano: si hay un rápido aumento de la demanda en una industria pero una empresa no tiene suficientes empleados para satisfacer los pedidos de ventas, la lealtad de los clientes puede verse afectada negativamente ya que pueden verse obligados a comprar a la competencia. [5]
- Planificación financiera: es fundamental comprender las previsiones de demanda para poder presupuestar eficientemente operaciones futuras en términos de factores como el flujo de caja, la contabilidad de inventario y los costos operativos generales. [6] El uso de un modelo preciso de previsión de la demanda puede dar como resultado reducciones significativas en los costos operativos para las empresas, ya que se requiere mantener menos existencias de seguridad.[7]

## Métodos para pronosticar la demanda
Existen diversos análisis estadísticos y econométricos que se emplean para prever la demanda. La previsión de la demanda puede desglosarse en un proceso de siete etapas:

### Etapa 1: Declaración de una teoría o hipótesis
El inicio del proceso de previsión de la demanda implica la determinación de un conjunto de objetivos o información esencial para derivar diversas estrategias comerciales. Estos objetivos se fundamentan en un conjunto de hipótesis que generalmente se derivan de una combinación de teoría económica y estudios empíricos previos. Por ejemplo, un gerente podría estar interesado en identificar el precio y la cantidad de producción óptimos para un nuevo producto, basándose en cómo la elasticidad de la demanda ha impactado las ventas anteriores de la empresa.

### Etapa 2: Especificación del modelo
Existen numerosos modelos econométricos entre los cuales elegir, y la selección del modelo específico para pronosticar la demanda está sujeta a diversos factores. Estos incluyen el tipo de datos recopilados, el número de observaciones y otros aspectos pertinentes al análisis que los directivos deseen realizar. En esta etapa es importante definir el tipo de variables que se utilizarán para demanda prevista. El análisis de la regresión es el principal método estadístico para realizar pronósticos. Existen diversos tipos de análisis de regresión, pero en esencia, todos proporcionan un análisis de cómo una o varias variables influyen en la variable dependiente que se está midiendo. Un ejemplo de modelo para pronosticar la demanda es el modelo de regresión de previsión de la demanda de M. Roodman (1986) para medir los efectos de la estacionalidad en un punto de datos que se está midiendo. El modelo se fundamentó en una regresión lineal, empleándose para cuantificar tendencias lineales que surgían a partir de ciclos estacionales y sus influencias en la demanda. Es decir, se utilizó para comprender la demanda estacional de un producto en relación con las ventas durante el verano e invierno.
El modelo de regresión lineal se describe como:
{\displaystyle Y_{i}=\beta _{0}+\beta _{1}X_{i}+e}
Siendo  {\displaystyle Y_{i}}  la variable dependiente (el valor a pronosticar), {\displaystyle \beta _{0}}  la intersección, {\displaystyle \beta _{1}}  el coeficiente de pendiente, {\displaystyle X_{i}}  la variable independiente (el valor explicativo) y e el término de error.
El modelo de M. Roodman para la previsión de la demanda se basa en una regresión lineal y se describe del siguiente modo:
{\displaystyle \lambda _{q}=\{t\mid t=1,\dots ,n{\text{ and }}t{\bmod {Q}}=q\}\qquad q=1,\dots ,Q}
{\displaystyle \lambda _{q}} es el conjunto de todos t - índices del trimestre q. El cálculo para todos los periodos t que caen en el trimestre q viene dado por:
{\displaystyle Y_{t}=(\beta +\tau \times t)\times \sigma _{q}+e}
- {\displaystyle Y_{t}} = el dato para el período
- β = demanda base al inicio del horizonte de la serie temporal
- τ = la tendencia lineal por trimestre
- {\displaystyle \sigma _{q}} = el factor estacional multiplicativo para el trimestre
- e = un término de perturbación

### Etapa 3: recopilación de datos
Una vez que se ha definido el tipo de modelo en la etapa 2, es crucial detallar los datos y el método de recolección correspondiente. En la primera instancia, se especifica el modelo para identificar las variables que necesitan ser recopiladas. Por otro lado, al seleccionar el modelo de pronóstico deseado, se requiere considerar tanto los datos existentes como los métodos disponibles para recopilar información, asegurándose de formular el modelo de manera precisa y adaptada a las condiciones específicas del análisis. Recopilación de datos de series temporales y datos transversales son los diferentes métodos de recopilación que se pueden utilizar. Los datos de series temporales se fundamentan en observaciones históricas recopiladas de manera secuencial a lo largo del tiempo. Estas observaciones constituyen la base para extraer estadísticas, identificar características clave y obtener conocimientos relevantes que facilitan la comprensión del comportamiento de la variable en cuestión a lo largo de la evolución temporal. Los tipos de datos que pueden recopilarse utilizando datos de series temporales pueden ser ventas, precios, costos de fabricación y sus intervalos de tiempo correspondientes, es decir, semanal, mensual, trimestral, anual o cualquier otro intervalo regular. Los datos transversales se refieren a datos recopilados sobre una sola entidad en diferentes períodos de tiempo. Los datos transversales utilizados en el pronóstico de la demanda generalmente representan un punto de datos recopilado de un individuo, empresa, industria o área. Por ejemplo, las ventas de la empresa A durante el trimestre 1. Este tipo de datos encapsula una variedad de puntos de datos que dieron como resultado el punto de datos final. Es posible que el subconjunto de puntos de datos no sea observable o factible de determinar, pero puede ser un método práctico para agregar precisión al modelo de pronóstico de la demanda. La fuente de los datos se puede encontrar a través de los registros de la empresa, agencias comerciales o privadas o fuentes oficiales.

### Etapa 4: Estimación de parámetros
Una vez que se han determinado el modelo y los datos, se procede al cálculo de los valores para evaluar los efectos que las variables independientes ejercen sobre la variable dependiente en cuestión. Tomando como ejemplo un modelo de regresión lineal para la estimación de parámetros, se siguen los siguientes pasos:
Fórmula de regresión lineal:
{\displaystyle Y_{i}=\beta _{0}+\beta _{1}X_{i}+e}
El inicio del proceso implica encontrar la recta que minimice el sumatorio de las diferencias entre los valores observados y los valores ajustados de la recta, elevados al cuadrado. Lo que viene expresado por {\displaystyle {\hat {Y}}_{i}=\beta _{0}+\beta _{1}{X_{i}}}, de modo que se minimiza {\displaystyle \Sigma (Y_{i}-{\hat {Y_{i}}})^{2}} y {\displaystyle {\hat {Y_{i}}}=\beta _{0}}, el valor ajustado de la línea de regresión.
{\displaystyle \beta _{0}} y {\displaystyle \beta _{1}} representan la intersección y la pendiente de la recta, respectivamente. El método para determinar estos coeficientes implica el uso de derivadas parciales respecto a ambas variables, igualando ambas expresiones a cero y resolviéndolas simultáneamente:
{\displaystyle {\begin{aligned}\beta _{1}&={\frac {n\Sigma XY-\Sigma X\Sigma y}{n\Sigma X^{2}-(\Sigma X)^{2}}}\\\beta _{0}&={\frac {\Sigma Y}{n}}-{\frac {\beta _{1}\Sigma X}{n}}\end{aligned}}}
La evaluación de la precisión de los pronósticos en la cadena de suministro se realiza comúnmente mediante el error porcentual absoluto medio o MAPE. Estadísticamente, el MAPE se define como el promedio de errores porcentuales, obtenidos como diferencia en valor absoluto entre los valores previstos y los datos reales.
Este enfoque de MAPE ponderado por volumen, o ratio MAD/Mean, ofrece una perspectiva más precisa al considerar la magnitud de las desviaciones en relación con las ventas promedio. Al dividir la suma de las desviaciones absolutas medias por las ventas totales, se logra una evaluación más equitativa y representativa de la precisión de los pronósticos, considerando la importancia relativa de cada producto en el conjunto total de ventas. Este enfoque ponderado refleja de manera más precisa el impacto real de los errores en la demanda, proporcionando una métrica más robusta para evaluar la efectividad de los pronósticos en el contexto de la cadena de suministro.
Este cálculo {\displaystyle {\frac {\sum {|A-F|}}{\sum {A}}}}, donde A es el valor real y F el pronóstico, también se conoce como WAPE o error porcentual absoluto ponderado.
Otra opción interesante es el MAPE ponderado:
{\displaystyle {\text{MAPE}}={\frac {\sum (w\cdot |A-F|)}{\sum (w\cdot A)}}}
La ventaja de esta medida es su capacidad para ponderar errores. No obstante, el único inconveniente radica en que se obtendrá un resultado indefinido cuando A = 0, lo cual no es simétrico. Esto implica que puede ser considerablemente más impreciso cuando las ventas superan las previsiones en comparación con cuando son inferiores. Para abordar este problema, suele recurrirse al error porcentual absoluto medio simétrico (sMAPE).
Finalmente, en el caso de patrones de demanda intermitente, las medidas de error previamente mencionadas pueden tener limitaciones. En este contexto, las empresas pueden optar por el uso del MASE (error escalado absoluto medio) como un indicador clave de rendimiento. Sin embargo, es importante destacar que el cálculo del MASE presenta un desafío, ya que no es tan intuitivo como los métodos mencionados anteriormente. Otra métrica digna de consideración, especialmente en presencia de patrones de demanda intermitente o irregular, es el SPEC (costos de error de predicción orientados al mantenimiento de existencias). La lógica subyacente a esta métrica radica en la comparación entre la demanda prevista y la demanda real, mediante el cálculo de los costos teóricos incurridos durante el horizonte de pronóstico. Se asume que una demanda prevista mayor que la demanda real genera costos asociados al mantenimiento de existencias, mientras que una demanda prevista menor que la demanda real resulta en costos de oportunidad. SPEC tiene en cuenta cambios temporales (predicción antes o después de la demanda real) o aspectos relacionados con los costos y también permite comparaciones entre pronósticos de demanda basados en aspectos comerciales.

### Etapa 6: Prueba de hipótesis
Una vez que el modelo ha sido determinado, se emplea para poner a prueba la teoría o hipótesis formulada en la primera etapa. Los resultados deben describir claramente los objetivos buscados y determinar si la teoría o hipótesis es válida o no. En el contexto del ejemplo proporcionado en la Etapa 1, el modelo debería evidenciar la relación entre la elasticidad de la demanda del mercado y su correlación con las ventas pasadas de la empresa. Esto, a su vez, capacitará a los gerentes para tomar decisiones fundamentadas acerca del precio óptimo y los niveles de producción para el nuevo producto.

### Etapa 7: Previsión
El último paso implica pronosticar la demanda en función del conjunto de datos y el modelo creado. Para realizar esta proyección, se emplean estimaciones de una variable seleccionada con el fin de determinar sus efectos sobre la demanda. En lo que respecta a la estimación de la variable seleccionada, es posible utilizar un modelo de regresión o implementar valoraciones tanto cualitativas como cuantitativas. Ejemplos de evaluaciones cualitativas y cuantitativas incluyen:

#### Evaluación cualitativa
- juicio sin ayuda
- mercado de predicción
- técnica Delphi
- teoría de juegos
- arranque crítico
- interacción simulada
- encuesta de intenciones y expectativas
- jurado de método ejecutivo

#### Evaluación cuantitativa
- simulación de eventos discretos
- extrapolación
- método grupal de manejo de datos (GMDH)
- previsión de clases de referencia
- analogías cuantitativas
- previsión basada en reglas
- difusión de la innovación
- redes neuronales
- procesamiento de datos
- análisis conjunto
- modelos causales
- segmentación
- modelos de suavizado exponencial
- modelos Box-Jenkins
- modelos híbridos